# Yukimitsu Kanō
Yukimitsu Kanō (嘉納行光?, Kanō Yukimitsu; Tokyo, 5 aprile 1932 – 8 marzo 2020) è stato un judoka e dirigente sportivo giapponese.

## Biografia
Nacque a Tokyo il 5 aprile 1932, primogenito di Risei Kanō e nipote di Jigorō Kanō, fondatore del judo.
A differenza di suo padre che non aveva esperienza nel judo, iniziò il judo in tenera età. Tuttavia, dopo la fine della seconda guerra mondiale, durante il periodo di occupazione statunitense, l'allenamento fu abbandonato perché il judo fu bandito dal Comandante supremo delle forze alleate.
Kano si laureò in scienze politiche all'Università di Gakushuin. In patria fu il quarto presidente del Kōdōkan (1980-2009) e della federazione giapponese di judo. Nel 1980 divenne il secondo presidente della Judo Union of Asia, l'unione judoistica asiatica dal 1980 al 1995 succedendo al padre. Nel 2009 si era dimesso da qualsiasi incarico per motivi legati all'età, divenendo presidente onorario del Kodokan e del AJJF.
Yukimitsu Kano è morto all'età di 87 anni, in seguito ad una polmonite.